# Mevlanov muzej
Mevlânov Muzej (turško Mevlânâ Müzesi) je v Konyi, v Turčiji in je mavzolej Jalal ad-Din Muhammada Rumija, perzijskega sufističnega mistika, znan tudi pod imenom Mevlânâ ali Rumi. Bil je tudi tekija Mevlânâ, hiša dervišev iz reda Mevlevi, bolj znanih kot vrteči derviši.
Seldžuški sultan Kejkubad I. (perzijsko علاء الدين كيقباد بن كيكاوس‎‎: Alā ad-Dīn Kayqubād bin Kaykāvūs, turško I. Alâeddin Keykûbad), ki je povabil Mevlane v Konyo, je svoj rožni vrt ponudil kot primerno mesto za pokop Rumijevega očeta, Baha 'ud-Din Walada (napisano tudi kot Bahaeddin Veled), ko je umrl 12. januarja 1231. Ko je Mevlânâ umrl 17. decembra 1273, je bil pokopan poleg očeta.
Mevlanov naslednik, Hüsamettin Çelebi se je odločil zgraditi mavzolej (Kubbe-i-Hadra) nad grobom svojega gospodarja. Seldžuška konstrukcija arhitekta Badr al-Din Tabrizija, [1] je bila končana leta 1274. Zgradbo je financirala Gürcü Hatun, žena emirja Suleymana Pervâne in emirja Alameddina Kayserja. Valjasti boben kupole je prvotno ležal na štirih stebrih. Konična kupola je prekrita s tirkizno fajanso.
Vendar je bilo več razdelkov dodanih do leta 1854. Selimoğlu Abdülvahit je okrasil notranjost in opravil rezbarjenje katafalka.
Odlok iz 6. aprila 1926 je potrdil, da sta bila mavzolej in loža dervišev (Dergah) spremenjena v muzej. Muzej je bil odprt 2. marca 1927. Leta 1954 se je preimenoval v Muzej Mevlânâ.
Eden od vhodov v muzej so glavna vrata (Devisan Kapısı) vodi do z marmorjem tlakovanega dvorišča. Kuhinja dervišev (Matbah) in grobnica Hurrem paše, zgrajena v času vladavine Sulejmana Veličastnega, sta na desni strani. Na levi strani je 17 celic dervišev, pokritih z majhnimi kupolami in zgrajenih v času vladavine Murata III.. Kuhinja je bila uporabljena tudi za vzgajanje dervišev, ki so jih učili obreda Sema (turško Sema, perzijščina, urdu in arabščina: سماع – samā'un je slovesnost, ki se izvaja kot dhikr. Sema pomeni »poslušanje«, medtem ko dhikr pomeni »spomin«. Ti rituali pogosto vključujejo petje, igranje instrumentov, ples, recitiranje poezije in molitev, nosijo simbolično obleko in druge rituale. To je posebno priljubljena oblika čaščenja v sufizmu. Leta 2008 je UNESCO potrdil "Cerkev Mevlevi Sama" v Turčiji kot enega od mojstrovin peroralne in nematerialne dediščine človeštva. ). Sultan Yasuz Selim I. je zgradil Şadırvan (šadrvan  - javni umivalni vodnjak) sredi dvorišča.
En vhod v mavzolej in majhno mošejo je skozi grobnico (Türbe Kapisi). Vrata so okrašena s seldžuškimi motivi in perzijskim besedilom mule Abdurrahmana Camija iz leta 1492. V majhno Tilavetovo sobo (Tilavet Odası), ki je okrašena z redko in dragoceno osmansko kaligrafijo v slogih sülüs, nesih in talik. V tej sobi so ves čas recitirali Koran in skandirali, preden je bil mavzolej spremenjen v muzej.
V mavzolej se vstopi iz Tilavetove sobe skozi srebrna vrata, ki jih naredil, glede na napis na vratih, sin Mehmeda III. leta 1599. Na levi strani stoji šest krst v vrstah po tri dervišev (Horasan erler), ki spremljajo Mevlânâ in njegovo družino iz Belkhha. Nasproti njim na dvignjeni ploščadi pokriti z dvema kupolama, stojita kenotafa, ki pripadata potomcem družine Mevlânâ (žena in otroci) in nekaterim visokim častnikom reda Mevlevi.
Sarkofag Mevlânâ je pod zeleno kupolo (Kibab'ulaktab). Pokrit je z brokatom, zlato vezanim z verzi iz Korana. Ta in vsi drugi pokrovi so bili dar sultana Abdula Hamida II. leta 1894. Dejanska pokopna komora je pod njim. Poleg Mevlânovega sarkofaga so še drugi, vključno s sarkofagi njegovega očeta Bahaeddina Veleda in njegovega sina sultana Veleda. Leseni sarkofag, ki datira v 12. stoletje, zdaj stoji nad grobom njegovega očeta. To je mojstrovina seldžuškega rezbarstva. Srebro mrežo, ki ločuje sarkofage iz glavnega odseka, je izdelal Ilyas leta 1579.
Ritualna dvorana (Semahane) je bila zgrajena pod vladavino Sulejmana Veličastnega hkrati s sosednjo majhno mošejo. V tej dvorani so derviši izvajali Semo, ritualni ples po ritmu glasbenih instrumentov, kot so kemence (majhna violina s tremi strunami), keman (večja violina), halil (majhna činela) , daire (neke vrste tamburin), kudüm (boben), rebab (kitara) in flavto, ki jo je nekoč igral Mevlânâ. Vsi ti instrumenti so na ogled v tej sobi, skupaj s starodavno Kirşehirsko molitveno preprogo (18. stoletje), oblačili dervišev (vključena Mevlânova) in štiri kristalne luči (16. stoletje, egiptovsko obdobje Mamelukov). V tej sobi je mogoče videti tudi redko mojstrovino Divan-i-Kebir (zbirka lirične poezije) iz leta 1366 in dva fina primerka Masnavi (knjige pesmi, ki jih je napisal Mevlânâ) od leta 1278 in 1371.
Sosednja majhna mošeja (Masjid) se zdaj uporablja za razstavo zbirke starih, ilustriranih Koranov in izjemno dragocenih molitvenih preprog. Obstaja tudi škatla (Sakal-i Ṣerif), okrašena z biserovino, ki vsebuje Sveto brado Mohameda.
Mavzolej je bil upodobljen na hrbtni strani turških bankovcev za 5000 lir v letih 1981-1994.  V letu 2017 je sprejel 2,5 milijona obiskovalcev, zato je bil tega leta najbolj obiskan muzej Turčije. 